# Gunung Batu (Cempaka)
Gunung Batu is een bestuurslaag in het regentschap Ogan Komering Ulu van de provincie Zuid-Sumatra, Indonesië. Gunung Batu telt 4024 inwoners (volkstelling 2010).